# 밀양 표충사 석조보살좌상
밀양 표충사 석조보살좌상(密陽 表忠寺 石造菩薩坐像)은 대한민국 경상남도 밀양시 표충사에 있는 조선시대의 불상이다. 2008년 1월 10일 경상남도의 문화재자료 제427호로 지정되었다.

## 개요
이 보살상은 조선후기 불교조각의 보편적인 특성을 띠면서도 얼굴 등에서는 그 개성이 드러난다. 다소 부자연스러운 조형성은 재료에서 오는 기술적, 시대적인 한계를 드러내고 있음은 물론 세부적으로 옷주름이 더욱 딱딱하고 형식화되는 18세기전반 이후에 제작된 불상으로 추정된다. 현재 조선후기 석조 불상들의 조사가 활발히 진행되고 있는 가운데 18세기는 17세기의 전통을 계승하고 19세기와 근대를 있는 시대로서 중요하며 이와 같은 불상을 통해 시대적인 변화와 양식적인 변화의 추이를 유추해 볼 수 있을 것이다.

## 참고 문헌
- 밀양 표충사 석조보살좌상 - 국가유산청 국가유산포털